# Jorge Luis Larrionda Pietrafesa
Jorge Luis Larrionda Pietrafesa   (Montevideo, 9 de març de 1968), conegut simplement com a Jorge Larrionda, és un exàrbitre de futbol uruguaià. Va ser àrbitre internacional FIFA des de 1999, havent dirigit partits en grans esdeveniments com la Copa del Món 2006 o la Copa Confederacions 2009 o el Mundial 2010.